# Чинч, Вернер
Вернер Чинч (нем. Werner Zschintzsch; 26 января 1888, Росла — 1 июля 1953, Гёттинген) — государственный и партийный деятель Третьего рейха, оберфюрер СС (30 января 1937).

## Биография
Сын чиновника лесного ведомства. С 1909 года референт судебного ведомства в Россларе, с июля 1911 года правительственный референт в Мерсебурге.
В августе 1914 поступил в армию. Участник Первой мировой войны. За боевые отличия награждён «Железным крестом».
После демобилизации в 1919 году вернулся на государственную службу и в январе 1925 переведён в прусское Министерство внутренних дел.
1 мая 1933 вступил в НСДАП (билет № 3 495 469), а 16 июня 1936 — СС (билет № 276 657). С 14 марта 1936 статс-секретарь Имперского министерства науки, воспитания и народного образования. Ближайший сотрудник и заместитель Бернгарда Руста на протяжении 9 лет. Активно участвовал в унификации и нацификации образования в Рейхе. При сформировании 1 — 3 мая 1945 г. правительства Карла Дёница Чинч получил в нём пост имперского министра науки, воспитания и народного образования.
23 мая 1945 г. арестован вместе с другими членами правительства.